# Misery (singel Maroon 5)
Misery – piosenka pop-rockowa stworzona na trzeci album studyjny amerykańskiej grupy muzycznej Maroon 5 pt. Hands All Over (2010). Wyprodukowany przez Roberta Johna „Mutta” Lange’a, utwór wydany został jako inauguracyjny singel promujący krążek dnia 22 czerwca 2010 roku. W 2011 kompozycja została nominowana do nagrody Grammy w kategorii najlepszy występ pop – duet lub grupa wokalna.

## Promocja
We wrześniu 2010 roku piosenka promowana była przez Adama Levine i Maroon 5 na łamach audycji telewizyjnych typu talk-show: Late Show with David Letterman stacji CBS oraz Jimmy Kimmel Live! ABC. W 2011 utwór wykorzystano w trailerze komediodramatu Sekrety i grzeszki (The Dilemma).

## Listy utworów i formaty singla
Ogólnoświatowy digital download
1. „Misery” – 3:36

Amerykański singel CD
1. „Misery” – 3:27
2. „Through with Love” (Live) – 3:20

## Pozycje na listach przebojów
| Kraj/region               | Notowanie (2010)              | Wydawca              | Najwyższa pozycja |
| ------------------------- | ----------------------------- | -------------------- | ----------------- |
| Australia                 | Top 100 Singles               | ARIA Charts          | 39                |
| Austria                   | Top 75 Singles                | Ö3 Austria Top 40    | 28                |
| Belgia ( Flandria)        | Ultratip 30                   | Ultratop             | 2                 |
| Belgia ( Region Waloński) | Ultratop 40                   | Ultratop             | 30                |
| Holandia                  | Dutch Top 40                  | MegaCharts           | 10                |
| Kanada                    | Canadian Hot 100              | Billboard            | 13                |
| Niemcy                    | Top 100 Singles               | Media Control Charts | 30                |
| Stany Zjednoczone         | Adult Contemporary            | Billboard            | 9                 |
| Stany Zjednoczone         | Adult Pop Songs               | Billboard            | 1                 |
| Stany Zjednoczone         | Billboard Hot 100             | Billboard            | 14                |
| Stany Zjednoczone         | Hot Dance Club Songs          | Billboard            | 5                 |
| Stany Zjednoczone         | Top 40 Mainstream (Pop Songs) | Billboard            | 8                 |
| Turcja                    | Top 20 Singles                | Billboard Türkiye    | 1                 |
| Węgry                     | Top 40 Airplay                | MAHASZ               | 4                 |